# Marcel Mouloudji

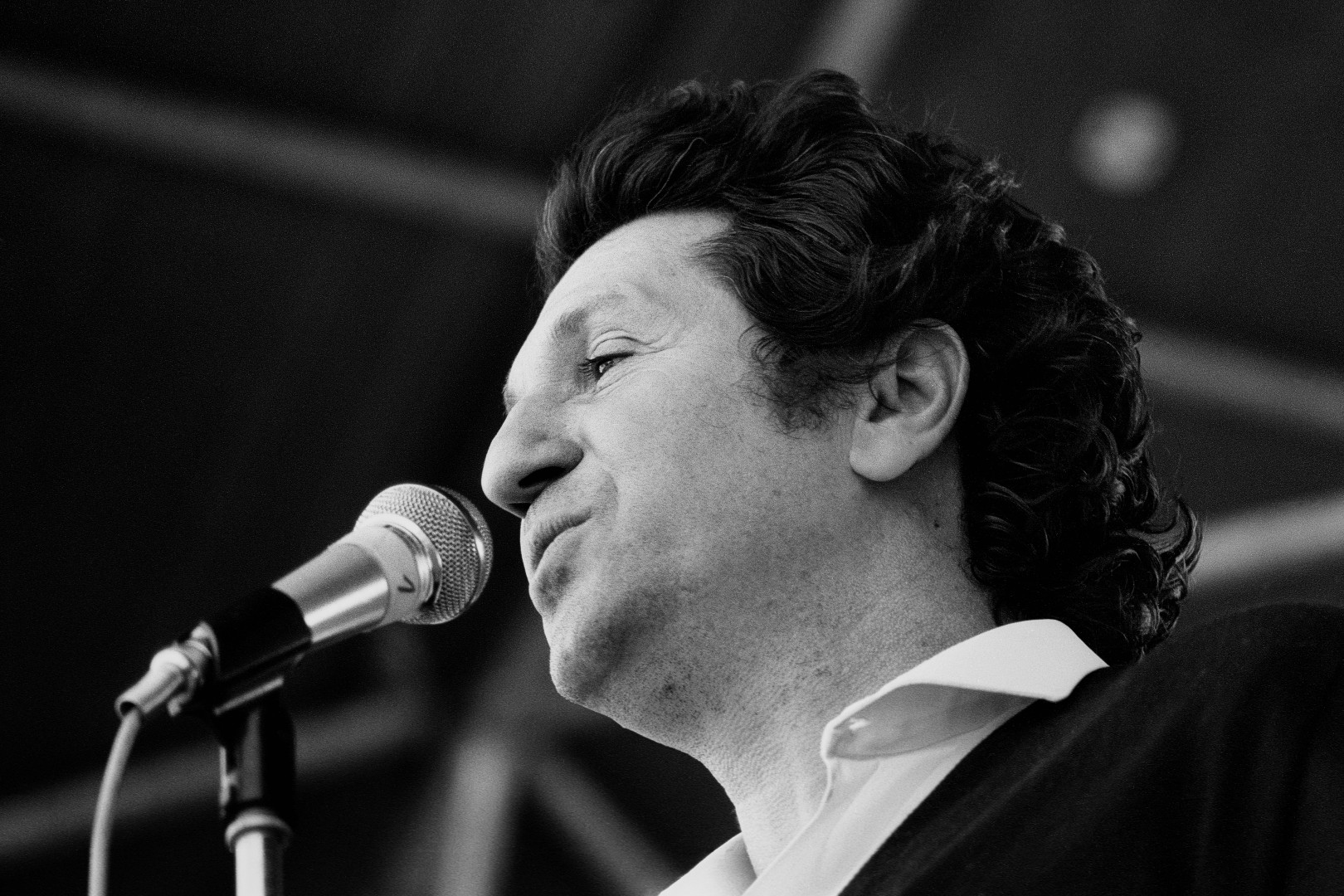
Mouloudji (1973)

Marcel Mouloudji (* 16. September 1922 in Paris; † 14. Juni 1994 in Neuilly-sur-Seine) war ein französischer Schauspieler und Chansonnier, der zumeist nur unter seinem Nachnamen Mouloudji auftrat.

## Leben
Mouloudji wuchs als Sohn eines Kabylen und einer Bretonin in Paris auf, wo er früh in Kontakt mit der Theater- und Filmszene kam. Mit elf Jahren wirkte er in seinem ersten Film mit. Neben seiner vielfältigen künstlerischen Ausbildung von Schauspiel bis Malerei entwickelte er schon in jungen Jahren politisches Engagement, geprägt durch seinen kommunistischen Vater. Nach ereignisreichen Jahren während des Zweiten Weltkriegs schrieb Mouloudji, gerade 20 Jahre alt, das Buch Enrico, seine Memoiren, für die er 1945 den Literaturpreis Prix de la Pléiade erhielt.

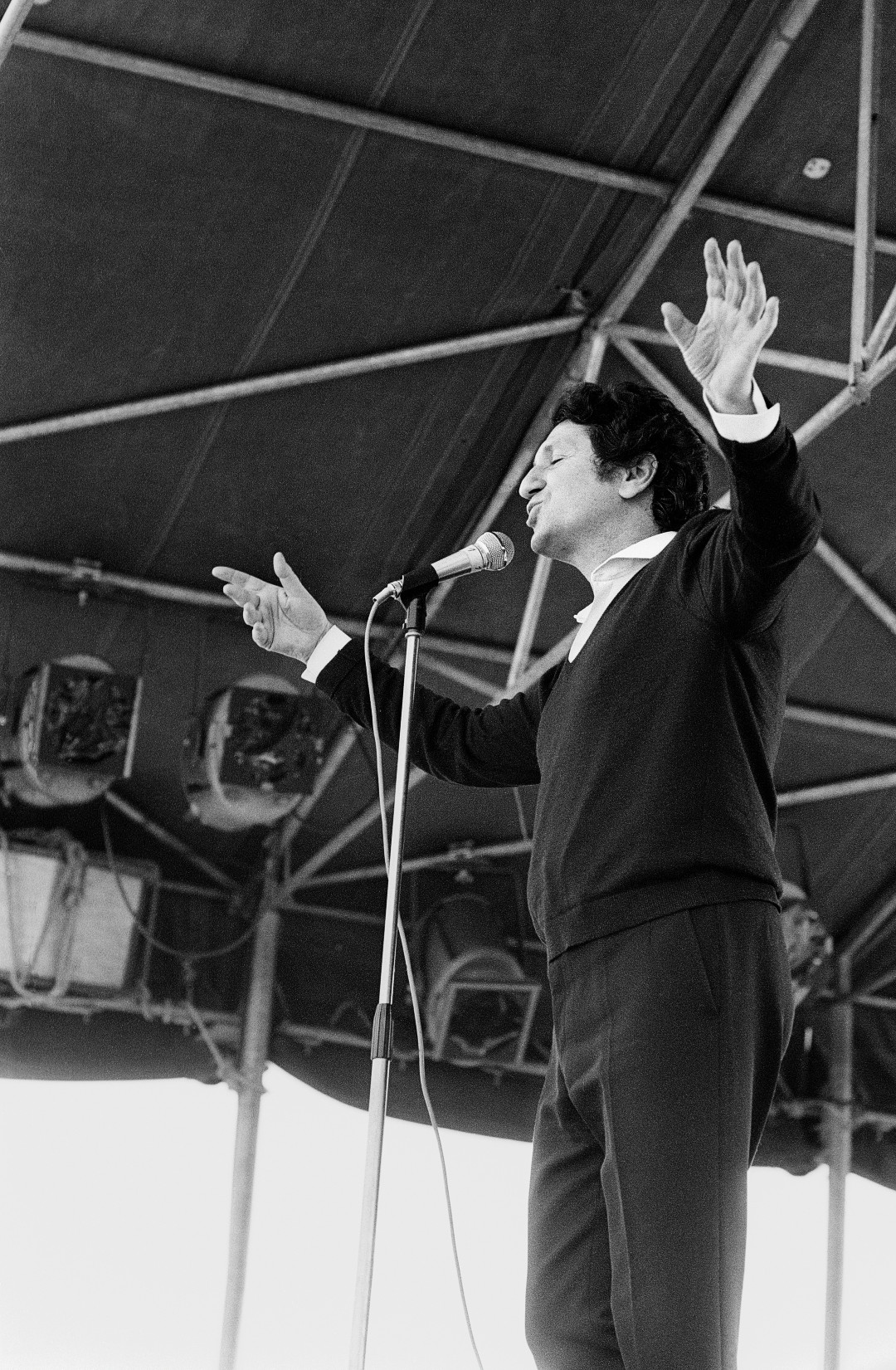
Mouloudji auf der Fête du PSU, Colombes 1973

Seine Gesangskarriere begann Mouloudji als Interpret von Liedern und Gedichten von Boris Vian und Jacques Prévert. 1951 nahm er seine erste Schallplatte auf. 1952 und 1953 gewann er den Prix Charles-Cros und 1953 außerdem den Grand Prix du Disque. Zugleich hatte er auf der Leinwand große Popularität erlangt. 1954 wurde er für sein Mitwirken in Wir sind alle Mörder als bester ausländischer Darsteller für den British Film Academy Award nominiert.
Mouloudjis politisches Engagement führte während des Indochinakrieges zu einem ersten Rückschlag in seiner künstlerischen Karriere. Als überzeugter Pazifist hatte er Boris Vians Chanson Le déserteur in sein Programm aufgenommen und sang es an dem Tag, an dem Frankreich in der Schlacht um Điện Biên Phủ geschlagen wurde. Die Öffentlichkeit reagierte empört und rief nach Zensur. Le déserteur wurde fortan von den Radiostationen boykottiert.
Obwohl weiterhin künstlerisch und politisch aktiv, konnte Mouloudji in den 1960er und 1970er Jahren nicht an seine frühen Erfolge anknüpfen. 1966 eröffnete er einen Friseursalon und widmete sich verstärkt der Malerei und dem Schreiben. Am 14. Juni 1994 starb Marcel Mouloudji in Neuilly-sur-Seine (Département Hauts-de-Seine) und fand auf dem Friedhof Père-Lachaise (Division 42) seine letzte Ruhestätte. Seine letzten Pläne, die Fortführung seiner vor 50 Jahren erschienenen Memoiren und ein neues Album, blieben unvollendet.
Mouloudjis Tochter Annabelle machte unter ihrem Vornamen ebenfalls eine kurze Karriere als Sängerin und Schauspielerin.
Die multikulturellen Einflüsse in seinem Leben besang er in seinem Chanson Auto-Portrait:

« Catholique par ma mère / Musulman par mon père / Un peu juif par mon fils / Bouddhiste par principe / […] Athée, oh grâce à Dieu »

„Katholik durch meine Mutter / Muselmann durch meinen Vater / Ein bisschen Jude durch meinen Sohn / Buddhist aus Prinzip […] / Atheist, oh Gott sei Dank“

## Ehrungen
- Der Square Marcel Mouloudji im 19. Arrondissement in Paris wurde auf Wunsch der Anwohner nach ihm benannt.
- École Marcel Mouloudji in Suresnes (Département Hauts-de-Seine) trägt seinen Namen.
- Die Rue Mouloudji in Lyon und
- die Rue Marcel Mouloudji in Blagnac (Département Haute-Garonne) wurden ebenfalls nach ihm benannt.

## Bekannte Chansons von Mouloudji
- Comme un p’tit coquelicot
- Un jour tu verras
- Rue de Lappe
- Si tu t’imagines
- La complainte des infidèles
- Le déserteur (von Boris Vian)
- Barbara (von Jacques Prévert)
- L’Amour, l’Amour, l’Amour (mit Bon Entendeur, FR: Platin)[2]

## Filmografie
- 1936: Ménilmontant – Regie: René Guissart
- 1936: La Guerre des gosses – Regie: Jacques Daroy
- 1936: Jenny – Regie: Marcel Carné
- 1937: Mirages – Regie: Alexandre Ryder
- 1937: Claudine à l’école – Regie: Serge de Poligny
- 1937: À Venise, une nuit – Regie: Christian-Jaque
- 1937: Record 37 – Regie: Jacques B. Brunius und Jean Tarride
- 1938: Das Geheimnis von St. Agil (Les Disparues de Saint-Agil) – Regie: Christian-Jaque
- 1939: Aber mein Hans, der kann’s (Le grand élan) – Regie: Christian-Jaque und Harry R. Sokal
- 1939: Les gaités de l’exposition – Regie: Ernest Hajos
- 1940: L’Entraîneuse – Regie: Albert Valentin
- 1941: L’Enfer des anges – Regie: Christian-Jaque
- 1941: Der erste Ball (Premier bal) – Regie: Christian-Jaque
- 1942: Das unheimliche Haus (Les Inconnus dans la maison) – Regie: Henri Decoin
- 1942: Die Nacht mit dem Teufel (Les visiteurs du soir) – Regie: Marcel Carné
- 1943: Adieu Léonard – Regie: Pierre Prévert
- 1943: Les Roquevillard – Regie: Jean Dréville
- 1944: Vautrin – Regie: Pierre Billon
- 1944: Der Engel der Nacht (L’Ange de la nuit) – Regie: André Berthomieu
- 1945: Boule de suif – Regie: Christian-Jaque
- 1945: Les Cadets de l’océan – Regie: Jean Dréville
- 1946: Le Bataillon du ciel – Regie: Alexander Esway
- 1947: Das Spiel ist aus (Les jeux sont faits) – Regie: Jean Delannoy
- 1948: Mutterhände (La Maternelle) – Regie: Henri Diamant-Berger
- 1948: Eifersucht (Bagarres) – Regie: Henri Calef
- 1948: Tête blonde – Regie: Maurice Cam
- 1949: Les Eaux troublées – Regie: Henri Calef
- 1950: Schwurgericht (Justice est faite) – Regie: André Cayatte
- 1950: La Souricière – Regie: Henri Calef
- 1951: La maison Bonnadieu – Regie: Carlo Rim
- 1951: Gibier de potence – Regie: Roger Richebé
- 1952: Wir sind alle Mörder (Nous sommes tous des assassins) – Regie: André Cayatte
- 1952: Vom Landpfarrer zum Papst (Gli uomini non guardiano il cielo) – Regie: Umberto Scarpelli
- 1952: Trois femmes – Regie: André Michel
- 1953: La Vie d’un honnête homme – Regie: Sacha Guitry
- 1953: La ballade des réverbères – Kurzfilm, Regie: Pierre Gout
- 1954: Boum sur Paris – Regie: Maurice de Canonge
- 1954: Dürfen Frauen so sein? (Secrets d’alcôve) – Regie: Ralph Habib
- 1955: Alles um mich ist Musik (Tout chante autour de moi) – Regie: Pierre Gout
- 1955: Les indiscrètes – Regie: Raoul André
- 1957: Hyänen unter sich (Jusqu’au dernier) – Regie: Pierre Billon
- 1958: Nacht über Paris (Rafles sur la ville) – Regie: Pierre Chenal
- 1958: Unter dem Terror der Mörder (Llegaron dos hombres) – Regie: Eusebio Fernández Ardavín und Arne Mattsson
- 1958: 58.2/B – Regie: Guy Chalon
- 1960: La belle saison est proche – Dokumentarkurzfilm, Regie: Jacques Barral
- 1961: La Planque – Regie: Raoul André
- 1962: Le livre muet – Kurzfilm, Regie: Gérard Dumont
- 1977: Jacques Prévert – Dokumentarfilm – Regie: Jean Desvilles